# Kauman (Semarang Tengah)
Kauman is een bestuurslaag in het regentschap Semarang van de provincie Midden-Java, Indonesië. Kauman telt 2346 inwoners (volkstelling 2010).